# Puchar Czech w piłce nożnej kobiet
Puchar Czech w piłce nożnej kobiet (cz.: Pohár Komise fotbalu žen lub w skrócie Pohár KFŽ) – cykliczne rozgrywki piłkarskie, organizowane co roku przez Fotbalová asociace České republiky dla czeskich kobiecych drużyn klubowych. Pierwszy raz rozgrywki odbyły się w sezonie 2007/2008, a finałowe spotkanie odbyło się w miejscowości Humpolec. Dotychczas zwycięzcami rozgrywek zostały dwa praskie zespoły: Sparta oraz Slavia.

## Mecze finałowe
| Sezon   | Zwycięzca    | Wynik      | Finalista        | Miejsce                     |
| ------- | ------------ | ---------- | ---------------- | --------------------------- |
| 2007/08 | Sparta Praga | 5:1        | Slavia Praga     | Humpolec                    |
| 2008/09 | Sparta Praga | 8:0        | 1. FC Slovácko   | Slaný                       |
| 2009/10 | Sparta Praga | 8:0        | Sokol Stará Lysá | Humpolec                    |
| 2010/11 | Sparta Praga | 0:0 k. 5:4 | Slavia Praga     | Čelákovice                  |
| 2011/12 | Sparta Praga | 8:0        | SK DFO Pardubice | Stadion města Plzně, Pilzno |
| 2012/13 | Sparta Praga | 2:2 k. 5:4 | Slavia Praga     | Letní stadion, Chomutov     |
| 2013/14 | Slavia Praga | 1:0        | Sparta Praga     | Stadion SK Prosek, Praga    |